# 婴阳王
婴阳王（？—618年），名元，是高句丽第26任君主，590－618年在位。平原王的长子。婴阳王以在612年的隋与高句丽的战争中成功抵挡隋炀帝百万大军的进攻而闻名。《三国史记》称婴阳王“风神俊爽，以济世安民自任。”

## 生平
566年，高元被其父平原王封为世子。590年，平原太王去世后，高元继承高句丽王位。婴阳王继位之时，朝鲜三国之间的竞争加剧。隋朝统一南北朝后也正不断向外进行扩张。最初，婴阳王与隋朝维持着良好的关系，隋文帝册封高元为上开府仪同三司，袭爵辽东公，赐服一袭。高元奉表谢恩、贺祥瑞，隋文帝又册封他为高句丽王。虽然高元接受了隋文帝的册封，但与此同时婴阳王也加强了与契丹和靺鞨的关系并准备迎接与隋朝的战争。
隋文帝开皇十八年（598年），高句丽婴阳王联合辽东的靺鞨各部越过辽河突袭辽西的营州，被营州总管韦冲赶走。此举大大激怒隋文帝，引发隋与高句丽的第一次战争。隋文帝派汉王杨谅发30万大军攻打高句丽，却损失惨重。
为防止隋的再次入侵，婴阳王高元曾上表称“辽东粪土臣元”，隋文帝只好适时罢兵，待之如初。（隋书卷八十一·列传第四十）。
隋炀帝大业三年（公元607年），正值隋炀帝北巡榆林发现高句丽与突厥联盟。导致隋炀帝612年，率百万大军从陆路和海路同时进攻时属高句丽的辽东地区，但大败而归。在随后613年和614年对高句丽的进攻中，隋炀帝都是无功而返。隋炀帝连年征重兵攻打高句丽引发隋末民变，并间接导致618年隋朝的灭亡。同年，婴阳王去世，荣留王继位。
与此同时，高句丽在争夺汉江流域不果后，对百济和新罗发动了进攻。
《三国史记·婴阳王本纪》記載婴阳王曾下令编写历史史记《新集》，但此书并没有流传下来。

## 评价
《三国史记》说婴阳王“风神俊爽，以济世安民自任。”。

## 后话
新罗后来又与隋的继承者唐朝结盟。668年新罗在唐的帮助下，占领了大同江以南的朝鲜半岛。而唐朝则在大同江以北建立安东都护府，并在百济故地短暂建立了熊津都督府等机构。